# Herbert Lieberman
Pour les articles homonymes, voir Lieberman.
Œuvres principales
- Nécropolis
- Trois heures du matin à New York
- La Nuit du solstice

Herbert Lieberman, né le 22 septembre 1933 à Nouvelle-Rochelle, dans l'État de New York et mort le 30 mai 2023, est un écrivain américain, auteur de roman policier.

## Biographie
Diplômé de l'université Columbia, il est un temps journaliste avant de travailler dans le milieu de l'édition. Il est longtemps directeur de publication au Reader's Digest Book Club. 
En littérature, il se fait d'abord connaître par des romans psychologiques dans la plus pure tradition du roman policier anglo-saxon, notamment avec La Mainmise  (aussi publié en français sous le titre La Maison près du marais) et La Huitième Case. Il devient ensuite le maître incontesté du grand thriller new-yorkais avec Nécropolis (Grand prix de littérature policière, 1976), La Traque, Trois heures du matin à New York et le désormais célèbre La Nuit du solstice.  Le Maître de Frazé est un roman d'anticipation.

## Œuvre

### Romans
- The Adventures of Dolphin Green (1967)
- Crawlspace (1971) Publié en français sous le titre La Mainmise, Paris, Denoël, 1972; réédition de la même traduction sous le titre La Maison près du marais, Paris, Seuil, 1984
- The Eighth Square (1973) Publié en français sous le titre La Huitième Case, Paris, Denoël, 1975
- Brilliant Kids (1975)
- City of the Dead (1976) Publié en français sous le titre Nécropolis, Paris, Seuil, 1976
- The Climate of Hell (1978) Publié en français sous le titre La Traque, Paris, Seuil, 1979
- Night Call from a Distant Time Zone (1982) Publié en français sous le titre Trois heures du matin à New York, Paris, Seuil, 1983
- Nightbloom (1984) Publié en français sous le titre La Nuit du solstice, Paris, Seuil, 1985
- The Green Train (1986) Publié en français sous le titre Le Train vert, Paris, Seuil, 1988
- Shadow Dancers (1989) Publié en français sous le titre Le Tueur et son ombre, Paris, Seuil, 1990
- Sandman, Sleep (1993) Publié en français sous le titre Le Maître de Frazé, Paris, Seuil, 1993
- The Girl with the Botticelli Eyes (1996) Publié en français sous le titre La Fille aux yeux de Botticelli, Paris, Seuil, 1996
- The Concierge (1998) Publié en français sous le titre Le Concierge, Paris, Seuil, 1998
- The Vagabond of Holmby Park (2003) Publié en français sous le titre Le Vagabond de Holmby Park, Paris, Seuil, 2003

## Adaptation à la télévision
- 1972 : Crawlspace, téléfilm américain de John Newland et Buzz Kulik, avec Arthur Kennedy et Teresa Wright

## Prix
- Grand prix de littérature policière 1976 pour Nécropolis[2]